# جان ماري بينوا بالا
جان ماري بينوا بالا (بالفرنسية: Jean-Marie Benoît Balla)‏ هو كاهن كاثوليكي كاميروني، ولد في 10 مايو 1959 في الكاميرون، وتوفي في 31 مايو 2017 في Ebebda ‏ في الكاميرون.